# Yuta Kutsukake
Yuta Kutsukake (沓掛 勇太 Kutsukake Yuta?), född 12 november 1991 i Tokyo prefektur, är en japansk fotbollsspelare.
Kutsukake började sin karriär 2014 i Fujieda MYFC. 2016 flyttade han till Azul Claro Numazu.